# Wazir Ali Khan

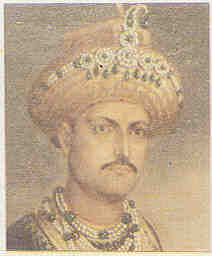
Wazir Ali Khan

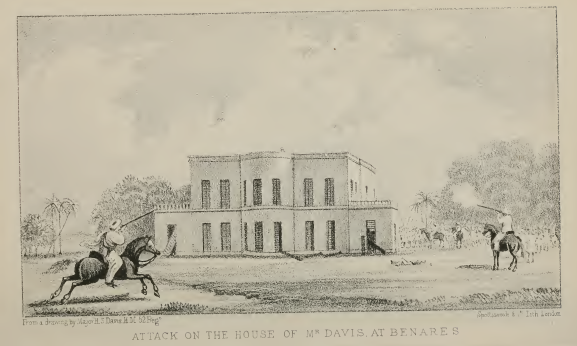
Angriff auf das Haus des Offiziers Davis (14. Februar 1799)

Wazir Ali Khan (Urdu وزیر علی خان; Hindi वज़ीर अली खान IAST Vazīr Alī Khān; * 1781 in Lakhnau; † Mai 1817 im Fort William von Kolkata) trat als 17-Jähriger kurzzeitig die Nachfolge seines Adoptivvaters Asaf-ud-Daula auf dem Thron von Avadh.

## Leben
Wazir Ali Khan wurde adoptiert vom verschwenderischen Nawab von Avadh, Asaf-ud-Daula, der trotz seines Harems von 500 Frauen keinen legitimen Nachkommen hatte. Alis Mutter, von Asaf schwanger gekauft, war die Tochter eines Dieners. Ali, dem ein Hang zur Grausamkeit nachgesagt wird, war von Anfang an Liebling seines „Vaters“ und erhielt eine eines Prinzen angemessene Ausbildung. Die Hochzeit des 13-jährigen im Jahr 1795 in Lakhnau kostete 300.000 Pfund.
Als Asaf am 21. September 1797 starb, folgte Ali ihm am 21. Januar 1798 auf den Thron (musnud) nach; die nach islamischem Recht vollzogene Adoption wurde von den Briten anerkannt. Bald darauf beschuldigten ihn die Kolonialherren jedoch der Undankbarkeit. Generalgouverneur Sir John Shore (1751–1834) rückte mit 12 Bataillonen an und ersetzte ihn durch seinen Onkel Saadat Ali Khan II. Der nach Benares exilierte Wazir Ali Khan, der vom 21. September 1797 bis 21. Januar 1798 regiert hatte, erhielt eine jährliche Pension von 200.000 Rs.
Da er sich an seinem Exilort renitent zeigte, sollte er weiter entfernt – zunächst in Kolkata – exiliert werden. Der britische Resident Mr. Cherry wollte diese Maßnahme bei einem Frühstück am 14. Januar 1799 bekanntgeben. Der Abgesetzte erschien jedoch mit einer bewaffneten Eskorte. Als es zum Streit kam, gab er dem Briten einen Hieb mit dem Schwert; seine Leibgarde stürzte in den Raum und hackte Cherry und zwei weitere Europäer in Stücke. Dann wurde das Haus von Mr. Davis angegriffen, der sich und seine Familie jedoch auf der Treppe verteidigte. Binnen kurzem organisierten die Briten eine Truppe unter General Erskine, der die Aufständischen und ihre Helfer aus Benares vertrieb.
Im Distrikt Betul sammelte Wazir Ali Khan einige Tausend Unterstützer um sich. Nachdem diese durch einen britischen Angriff geschlagen worden waren, floh er an die Residenz des Raja von Jaipur. Dieser lieferte ihn auf Verlangen von Arthur Wellesley an die Briten aus, jedoch unter der Bedingung, dass sein Leben geschont und er nicht in Ketten gelegt würde. Ali wurde ins Fort William in Kolkata gebracht. Dort sperrte man ihn in einen eisernen Käfig, in welchem er im Alter von 36 Jahren starb. Begraben wurde er auf dem muslimischen Friedhof von Casia Baguan.